# Gregorio Basilico
Gregorio Basilico (Cogliate, 4 gennaio 1950) è un ex calciatore italiano, di ruolo ala.

## Carriera
Ala sinistra dalle grandi potenzialità offensive, cresciuto nel Como, passa al Sant'Angelo, poi in Serie C alla Lucchese e alla Sambenedettese, dove con la maglia rosso-blu colleziona 137 presenze e 10 reti, negli anni d'oro della Samb.
Conquistata la Serie B, nel campionato di Serie C 1973-74, nel 1976 passa al Genoa in Serie A, dove gioca per due stagioni, poi torna nuovamente alla Sambenedettese, l'anno successivo alla Reggina, alla Pro Patria, dove conquista una promozione in Serie C1, ed infine nella Gallaratese e nel Lecco, sodalizio ove chiude la carriera agonistica.
In carriera ha collezionato complessivamente 36 presenze in Serie A, con una rete nella vittoria interna del Genoa sul Cesena della stagione 1976-77, e 86 presenze e 3 reti in Serie B.

## Palmarès

### Club

#### Competizioni nazionali
- Campionato italiano Serie C: 1

Sambenedettese: 1973-1974 (girone B)